# Nueil-sous-Faye
Nueil-sous-Faye är en kommun i departementet Vienne i regionen Nouvelle-Aquitaine i västra Frankrike. Kommunen ligger i kantonen Monts-sur-Guesnes som tillhör arrondissementet Châtellerault. År 2022 hade Nueil-sous-Faye 218 invånare.

## Befolkningsutveckling
Antalet invånare i kommunen Nueil-sous-Faye
| Referens: INSEE |